# Шевелёв, Пётр Елизарович
Пётр Елизарович Шевелёв (28 мая 1911, дер. Любичевская, Вологодская губерния — 14 сентября 1996, с. Тарногский Городок, Вологодская область) — командир миномётного расчёта 1118-го стрелкового полка, сержант. Герой Советского Союза.

## Биография
Родился 28 мая 1911 года в деревне Любичевская. Учился в начальной школе в селе Ромашево, окончил 4 класса. Рано начал работать с отцом в поле и лесу. Семья была многодетной, и Петру, как старшему сыну, приходилось отправляться на заработки. В 19 лет он уехал в Архангельск, где устроился рабочим на бирже лесозавода. Через год перебрался в Мурманск, потом два сезона работал в геологической экспедиции на Кольском полуострове. Вернувшись домой, последовал примеру родных и вступил в колхоз «Краснознаменец».
В 1933 году был призван в ряды Красной Армии, службу проходил в конно-артиллерийском дивизионе. Демобилизовавшись, вернулся на родину, трудился трактористом, комбайнером, бригадиром тракторного звена Заборской МТС.
Вторично в Красную Армию призван в июле 1941 года. С этого же времени в действующей армии. Сначала в составе артиллерийского полка оборонял город Мезень, а затем в составе стрелковой дивизии сражался с врагом на Карельском фронте. В январе 1943 года подразделение, в котором служил Шевелёв, перебросили на Юго-Западный фронт.
В течение двух месяцев сержант Шевелёв сражался с немцами на участке Балаклея — Изюм. Во время одного из боёв был ранен и сильно контужен. После трёхмесячного лечения в госпитале попал в запасной полк в городе Павлодар, где его назначили командиром стрелкового отделения, но вскоре добился отправки на фронт. Член ВКП(б) с 1943 года.
В составе 1118-го стрелкового полка 333-я стрелковой дивизии участвовал в боях с немецкими захватчиками на Левобережной Украине. Особо отличился при форсировании реки Днепр. В ночь на 26 ноября 1943 года сержант Шевелёв со своим расчётом вместе с передовым отрядом пехоты переправился через реку Днепр в районе села Каневское. Огнём миномёта в течение 3 суток обеспечивал форсирование реки, захват и удержание плацдарма. Расчёт за это время подавил два станковых и шесть ручных пулемётов, вывел из строя две бронемашины и уничтожил более 50 вражеских солдат и офицеров. В одном из последующих боев получил тяжёлое ранение, после чего долго лечился в госпитале.
Указом Президиума Верховного Совета СССР от 22 февраля 1944 года за мужество и героизм в боях с немецко-фашистскими захватчиками сержанту Шевелёву Петру Елизаровичу присвоено звание Героя Советского Союза с вручением ордена Ленина и медали «Золотая Звезда».
После войны демобилизован, вернулся на родину. В течение шести лет возглавлял районный совет добровольного общества «Осоавиахим», два года трудился электромехаником в Вощарском лесопункте, последующее десятилетие — электромехаником и бригадиром тракторного отряда в Заборской МТС. С 1966 года — на пенсии.
Жил в селе Тарногский Городок. Умер 14 сентября 1996 года.
Награждён орденами Ленина, Отечественной войны 1-й степени, медалями.